# Gyllenkroks astrakan

Gyllenkroks astrakan (litografi efter målning av Henriette Sjöberg)

Gyllenkroks astrakan eller Astrakan Gyllenkrok är en äppelsort som utsetts till landskapsäpple för Östergötland. Äpplena skördas i omgångar från början av september, har kort hållbarhet. Zon 2–4. Sorten, som sannolikt är svensk, är den mest odlingsvärda av de s.k. astrakanerna.
Alnarps Trädgårdar började sälja sorten år 1902.
Äppelsorten har fått sitt namn efter släkten Gyllenkrok som tidigare ägde gården Regnaholm i nuvarande Finspångs kommun. Gyllenkroks astrakan uppkom troligen på gården på 1700-talet.

## Beskrivning

### Trädet
Trädet blir medelstort och är ej starkväxande. Bördigheten är rik och inträder tidigt. Parasitsvampar angripa stundom, dock denna sort i betydligt mindre utsträckning än andra astrakaner. Sorten är i övrigt lättodlad och föga fordrande.

### Frukt
Frukten är rund; knappt medelstor, ljust gröngul med strimmig rodnad, lösköttig, saftig och av god smak. Sorten är en fin bordsfrukt för början av september. Frukten plockas först vid full mognad och har kort hållbarhet. Värdefull fruktsort. Skaft 12-22mm långt. C-vitaminhalt 3,8mg/100 gram.